# Brothers in Arms (film, 2005)
Pour les articles homonymes, voir Brothers in Arms.
Pour plus de détails, voir Fiche technique et Distribution.
Brothers in Arms est un western réalisé par Jean-Claude La Marre (en) en 2005.

## Synopsis
Rassemblés par la haine commune de Driscoll, le riche propriétaire inhumain de tout dans la ville qui finit par porter son nom, un groupe de desperados guidé par Linc tente un braquage dans la banque de ladite ville.

## Fiche technique
- Autre titre anglais : Click: Brothas in Arms
- Musique : Aimee-Lynn Chadwick, Chioke Dmachi, Flexx, London Thompson
- Photographie : Guy Livneh
- Production : Sony Pictures Entertainment, Destination Films, Warning Films Inc., Nu-Lite Entertainment (Nu-Lite Films), Caravan West, Grubb Productions
- Durée : 85 min
- Pays :  États-Unis
- Langue : anglais
- Couleur
- Classification : USA : R (violence, grossièreté de langage et érotisme)

## Distribution
- David Carradine (VF : Joël Martineau) : Driscoll
- Gabriel Casseus (VF : Paul Borne) : Linc
- Antwon Tanner (VF : Lucien Jean-Baptiste) : Zane
- Kenya Moore (VF : Annie Milon) : Mara
- Raymond Cruz : Reverend
- Kurupt (VF : Frantz Confiac) : Kansas
- Ed Lauter : Mayor Crawley
- Clifton Powell : Doc Willoby
- Peter Greene (VF : Serge Faliu) : Burt

## Commentaires
- Tout est révisionniste dans ce film : les héros sont tous noirs, indiens ou latinos. Le shérif est une femme, ancienne amie du chef des hors-la-loi. La musique est très proche du rap.
- Une chose conventionnelle dans le genre : les beaux levers et couchers de soleil sur un paysage sublime.
- Conventionnelle, également, la notion de rachat du hors-la-loi par le sacrifice.